# Parafia św. Apostołów Piotra i Pawła w Serpelicach
Parafia pw. Świętych Apostołów Piotra i Pawła w Serpelicach – rzymskokatolicka parafia należąca do dekanatu Sarnaki, diecezji drohiczyńskiej, metropolii białostockiej. Siedziba parafii mieści się pod numerem 89. Parafię prowadzą duchowni z Zakonu Braci Mniejszych Kapucynów.

## Obszar parafii
W granicach parafii znajdują się miejscowości:
- Serpelice,
- Klepaczew,
- Zabuże.

## Historia
Pierwsza kaplica w Serpelicach powstała w roku 1937 należała do parafii Konstantynów. W roku 1945 kaplicę przejęli bracia Kapucyni repatriowani z terenu obecnej Ukrainy, i w 1946 rozpoczęli budowę obecnego kościoła. Kościół został poświęcony w roku 1946 i do roku 1988 funkcjonował jako kościół filialny. Samodzielna parafia powstała 28 października 1988.